# Prestine (protéine)
Pour les articles homonymes, voir Prestine.
La prestine est une protéine qui est encodée chez l'humain par le gène SLC26A5 (solute carrier family 26, member 5),, situé sur le chromosome 7.

Différents variants de cette protéine sont connus dans le monde animal, tous impliqués dans l'audition ou l'écholocation.
La prestine est une molécule motrice sensible à la tension. Elle est notamment exprimée dans les cellules ciliées externes (CCE) de la cochlée et semble essentiellement servir au traitement des informations auditives. Ces cellules modifient activement leur longueur en réponse aux changements du potentiel électrique de la membrane. Cette électromotilité (médiée par la prestine membranaire) est considérée comme responsable de l'amplification cochléaire.
Elle est aussi (chez l'homme au moins) sous le contrôle de la thyroïde. On en trouve dans l'ovaire de mammifères.

## Fonctions
La prestine semble jouer plusieurs rôles, tous plus ou moins nécessaires à l'amplification auditive, permise par l'un des deux types de récepteurs auditifs (les cellules ciliées externes) de l'organe de Corti :
- C'est la protéine motrice qui anime les cils de la cochlée chez les mammifères[1]. Elle est fortement exprimée dans les cellules ciliées externes mobiles, et ne l'est pas dans les cellules ciliées internes (immobiles). 
L'immunolocalisation[6] montre que la prestine est exprimée dans la membrane plasmique latérale des cellules ciliées externes, la région où l'électromotilité est produite. 
On pense que les anions intracellulaires agissent comme des capteurs de tension extrinsèque ; en se liant à la prestine, ils déclenchent les changements de conformation nécessaires pour des changements rapides dans la longueur cellules ciliées externes[2]. La suppression de ces anions bloque la motilité dépendante de différences rapides de voltage, et des modifications de charge (aux caractéristiques non linéaires) peuvent produire des « courants de blocage » entraînant des réarrangements structurels sous-jacents de la protéine[7].
- Chez plusieurs espèces douées de compétence d'écholocalisation par émission et réception d'ultrasons, dans l'eau ou dans l'air ; cétacés (odontocètes à sonar, hors cachalot) et chauve-souris, la prestine est impliquée dans l'écholocalisation. 
Le gène qui code la prestine des chauves-souris et les dauphins a subi les mêmes mutations (convergence évolutive)[8]. Selon la séquence d'acides aminés, la perception des sons diffère. C'est le cachalot pygmée (Kogia breviceps) qui percevrait les ultrasons émis dans les fréquences les plus hautes. Ceci semble lié aux conformations que peut prendre la cellule ciliée externe en réponse à des stimuli électriques ou mécaniques (effet de l'onde sonore dans l'air ou dans l'eau). 
L'arbre phylogénétique des odontocètes reconstitué selon la séquence de la prestine, laisse penser que cette protéine a muté en 2 phases d'évolution rapide (quelques millions d'années pour chaque phase) ; chez l'ancêtre commun à toutes les baleines à dents il y a environ trente millions d'années (les premiers cétacés qui ont notamment donné les baleines à fanons (mysticètes) n'étaient donc probablement pas doué d'écholocalisation). Une seconde phase a conduit aux dauphins et baleines à becs que nous connaissons. Ces mutations semblent avoir permis des conformations protéiques permettant des contractions et des allongements plus importants des cellules ciliées externes, nécessaires à la perception des hautes fréquences sonores.
- La prestine (mol. wt. 80 kDa) fait partie de la famille des protéines transporteuses d'anions, SLC26. 
 Les membres de cette famille sont structurellement stables et, au travers des membranes plasmatiques des cellules de mammifères, elles peuvent contribuer aux échanges électroneuraux de chlorures et carbonates, deux anions qui se montrent essentiels à la motilité des cils vibratiles de l'oreille interne. À la différence du moteur biologique classique (sous contrôle enzymatique), le fonctionnement de ce nouveau type de moteur biologique est basé sur une conversion de différence de potentiel électrique (mesurable en volts). Il agit à une vitesse de quelques microsecondes, soit une vitesse très supérieure (de plusieurs ordres de grandeur) à celle caractérisant les autres protéines connues comme moteurs cellulaires.

Les techniques d'inhibition du gène ont montré que la prestine est un maillon essentiel de la chaine de transduction mécanico-électrique de l'oreille interne. L'absence de prestine divise par 100 la sensibilité auditive (perte de 40 à 60 dB).
Les données disponibles confirment le modèle selon lequel les anions agissent comme capteurs de tension extrinsèque, se lient à la molécule prestine et déclenchent ainsi les changements conformationnels nécessaires à la motilité des CCE.
Les cellules ciliées sont tuées par certains antibiotiques dits ototoxiques et des souris génétiquement modifiées ne produisant pas de prestine. Elles ont permis d'étudier les fonctions de la prestine, de même que les jeunes gerbilles qui sont naturellement sourdes dans la semaine qui suit leur naissance.

## Histoire
La découverte de la prestine a été publiée en l'an 2000 par une équipe dirigée par Peter Dallos et nommée d'après la notation musicale presto.
La molécule de prestine, bien que non inventée ni créée par l'homme, a été brevetée par ses découvreurs en 2003.

## Intérêt clinique
Hormis les mutations du gène SLC26A5 trouvés chez les cétacés et chauve-souris, les autres mutations sont des candidates pour expliquer des surdités neurosensorielles. Plusieurs isoformes de transcription codant différentes variantes ont été trouvés pour ce gène. La prestine est une protéine transmembranaire et un transporteur incomplet d'anions ; elle ne permet pas aux anions de traverser la membrane cellulaire, mais elle subit plutôt un changement de conformation en réponse aux changements du taux intracellulaire de chlore, qui se traduit par un changement de longueur de la cellule.

## Inhibition
Les fonctions d'électromotilité de la prestine des mammifères sont bloquées par un anion amphiphile (salicylate), à des concentrations millimolaires, de manière dose-dépendante, et réversible.